# Zubcow (stacja kolejowa)
Zubcow (ros. Зубцов) – stacja kolejowa w miejscowości Zubcow, w rejonie zubcowskim, w obwodzie twerskim, w Rosji. Położona jest na linii Moskwa - Siebież.

## Historia
Stacja powstała na początku XX w. na linii moskiewsko-windawskiej pomiędzy stacjami Pogoriełoje Gorodiszcze i Rżew.

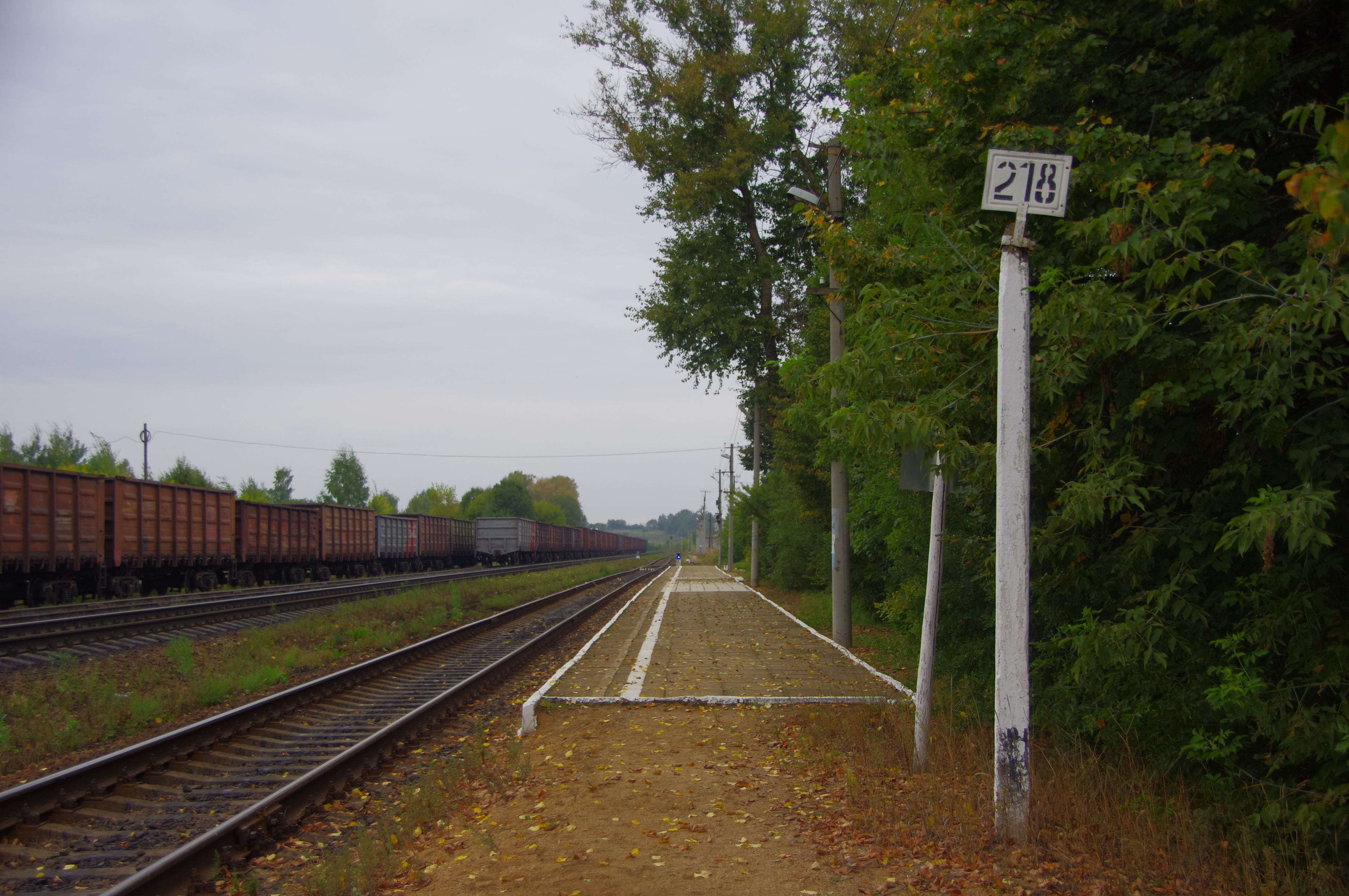
widok w stronę Rżewa